# Commission militaire révolutionnaire du département de la Mayenne
La Commission militaire révolutionnaire du département de la Mayenne est une des commissions militaires révolutionnaires. Il s'agit de tribunaux d'exception, distincts des tribunaux militaires, instaurés de manière transitoire sous le nom de Commissions militaires par les représentants en mission dans les départements les plus affectés de mouvements hostiles à la Révolution française, afin de juger les causes en rapport avec l'état de guerre.
Cette commission a fait mourir 461 personnes. Les membres de la commission sont à l'origine de nombreuses condamnations à mort dont les 14 martyrs de Laval et d'autres victimes. Les représentants Bourbotte et Bissy instaurent le 23 décembre 1793, un tribunal baptisé Commission militaire révolutionnaire du département de la Mayenne qui fait « promener la guillotine » à travers les villes du département. En dix mois la commission juge 1 325 personnes et prononce 454 condamnations à mort (dont 73 femmes), une à la déportation à vie, 3 aux fers, 4 à la réclusion, 216 à la détention ou à la prison et 633 acquittements. Influencée par l’annonce du 9 thermidor, la commission modère ses sentences à partir d’août en prononçant une majorité d’acquittements. Finalement, 243 hommes et 82 femmes sont exécutés à Laval, et 116 hommes et 21 femmes dans les autres villes du département ; Mayenne, Ernée, Lassay-les-Châteaux, Craon et Château-Gontier,,.
François Delauney indique que : La consternation et la stupeur ont été si profondes à Laval pendant les mois de nivôse, pluviôse et ventôse, qu'il fut fait peu ou point d'affaires ; parce que le commerce était paralysé, que les citoyens les plus purs n'osaient sortir de chez eux. Ils ne se couchaient qu'avec la crainte d'être enlevés pendant la nuit. On disait publiquement qu'il fallait anéantir le commerce et imiter Carrier à Nantes.

## Législation (1792-1793)
Les lois du 9 octobre 1792 et du 28 mars 1793 prévoient le jugement des émigrés pris les armes à la main contre la France dans les vingt-quatre heures par une commission de cinq membres nommés par le chef d'état-major de la division de l'armée du secteur où ils ont été capturés. La seule peine encourue est la mort, son exécution étant immédiate. 60 commissions voient le jour et font plus de victimes que les tribunaux révolutionnaires.
La loi du 16 juin 1793 prévoit que les « Français ou étrangers convaincus d'espionnage dans les places de guerre ou dans les armées » seront jugés « par une Commission militaire de cinq membres comme il est décrété par la loi du 28 mars 1793 contre les émigrés pris les armes à la main », la seule peine possible étant également la mort.

## Création
Arrêté du 22 décembre 1793 : « Nous Représentans du peuple dans le département de la Mayenne et près l'armée de l'Ouest, considérant qu'il est de l'intérêt public d'établir une commission révolutionnaire provisoire pour juger dans le département les brigands des bandes de l'armée des rebelles de la Vendée et de cette autre classe de révoltés appelés Chouins ; avons arrêté ce qui suit :
1. Il sera composé une commission révolutionnaire provisoire, composée d'un président, d'un accusateur public, de trois juges et d'un greffier.
2. Cette commission jugera définitivement et sans appel sous les vingt-quatre heures, tous les rebelles qui seront traduits devant elle et ceux qui auront été leurs complices, soit en les recélant chez eux, soit eu favorisant leur évasion, ou les aidant dans leurs projets de contre-révolution.
3. Elle jugera de la même manière cette autre classe de rebelle connue sous le nom de Chouins, complices et adhérens, toutes les fuis qu'elle en aura de traduits devant elle.
4. Les jugemens seront portés d'après toutes les lois révolutionnaires et celles contenues dans le code pénal.
5. Ses pouvoirs sont d'un mois ; ils seront prolongés, si besoin est, par les représentans du peuple.
6. La commission entrera sur le champ en fonctions et se transportera où besoin sera, dans l'étendue du département.
7. Le traitement de chacun des membres sera de huit livres par jour pour ceux qui n'auront pas d'autre traitement public. Ceux qui en auroient un, mais inférieur à celui de huit livres par jour, recevront le surplus par forme d'indemnité.
8. Après avoir consulté les sociétés populaires de Laval et Mayenne, le citoyen Clément, juge de paix à Ernée exercera les fonctions de président ; le citoyen Volcler, maire de Lassay, celles d'accusateur public ; le citoyen Pannard, marchand à Mayenne et membre du comité de surveillance de la même ville ; Marie Colinière, juge de paix à Juvigné ; Faur, officier municipal et imprimeur à Laval, celles de juges, et le citoyen Guilbert, procureur de la commune de Laval, celles de secrétaire greffier.
9. Les juges de paix et officiers municipaux nommés membres de la commission, ne pourront cumulalivement exercer leurs premières fonctions, dont ils seront tenus néanmoins de reprendre la suite, à la fin de la présente commission.
10. Il sera mis à la disposition de la commission une somme de 1,100 liv., de laquelle elle rendra compte, pour subvenir aux frais du bureau, d'impression et d'exécutions de jugemens et autres dépenses relatives et nécessaires à son établissement.
11. Copie du présent sera expédiée tant aux membres de la Commission qu'au payeur général.

A Laval, le 2 nivôse an second de la république une et indivisible et le premier de la mort du tyran. »
La Mayenne est en l'an II un véritable foyer de contre-révolution. Elle vient de prendre part aux Insurrections fédéralistes. D'octobre à décembre 1793, les  Vendéens ont occupé Laval à trois reprises. Un de leurs chefs, le prince de Talmont, dernier successeur des seigneurs de Laval, veut faire de la Mayenne, avec l'aide des Chouans, une seconde Vendée. C'est entre Laval et Vitré, dans un pays coupé de haies et de chemins creux, que la chouannerie a pris naissance dès 1791, sous la direction de Jean Chouan et de ses frères, rompus aux embuscades par la pratique du faux saunage.
Le tribunal criminel de la Mayenne effectue déjà des « jugements révolutionnaires ». Les Vendéens, lors de leur premier passage à Laval, marchant sur Granville, brûlent ses premiers registres. On peut présumer qu'il s'y trouvait des sentences révolutionnaires. Les registres subsistants ne commencent qu'au 18 pluviôse, et, à ce moment, la Commission militaire révolutionnaire du département de la Mayenne, en pleine activité, ne laisse rien à faire au tribunal criminel, pour les crimes de contre-révolution.
Après la bataille du Mans, le 22 frimaire, l'armée vendéenne lors de sa fuite, traverse Laval. Elle y laisse des traînards ; non loin de cette ville, des engagements ont eu lieu entre les Chouans et les troupes de la République. Des captures avaient été faites :  c'est dans un premier temps pour juger tous ces prisonniers que la commission militaire révolutionnaire est installée.

## Commission
Le but en Mayenne était de trouver des moyens expéditifs pour éliminer les Vendéens entassés dans les prisons de Laval, et les Chouans. La commission militaire révolutionnaire est créée le 22 décembre 1793 à la suite de la création du Comité révolutionnaire de Laval. Pour parvenir à ce but, les représentants du peuple Pierre Bourbotte et Jacques-François Bissy rendirent, le 22 décembre 1793, un arrêté installant la commission.
L'arrêté de Bourbotte et Bissy portait que la commission se transporterait partout où besoin ; c'est ce qu'elle observa en visitant successivement les chefs-lieux de tous les districts du département, et en procédant à des exécutions dans chacun d'eux.
La Commission est composée d'un président, d'un accusateur public, de trois juges et d'un greffier qui jugent « définitivement, et sans appel, sous les 24 heures, tous les rebelles qui sont traduits devant elle, et ceux qui auraient été leurs complices, soit en les recelant chez eux, soit en favorisant leur évasion ou en les aidant dans leurs projets de contre-révolution ». Cette Commission, établie pour un mois, sauf prorogation, se transportent dans le département partout où besoin serait.

### Durée et membres

#### Commission Volcler-Clément
Elle a pour président Jean Clément, juge de paix à Ernée ; pour accusateur public Jean-Baptiste Volcler, maire de Lassay, un ancien prêtre, qui écrit le 20 janvier 1794 : « Tout comité de surveillance qui ne fera pas [arrêter] des accusés, et qui ne fera pas entendre contre chacun au moins deux témoins... se trouvera, à ma diligence, de jour ou de nuit, incarcéré sur mon réquisitoire... Purgeons, républicains, et n'épargnons rien !... ».
Pendant les opérations du tribunal révolutionnaire, aux environs du 23 pluviôse, Jean-François Marie est inopinément enlevé par 14 soldats républicains envoyés de Granville, pour se saisir de sa personne. Son absence semble ralentir la fureur des autres commissaires; ils semblent craindre le même sort. Une lettre de François-Joachim Esnue-Lavallée du 26 pluviôse indique : « Ne soyez pas étonnés, que la privation de ce citoyen ne ralentisse pas votre zèle; continuez de faire trembler et de frapper les malveillans : votre nombre de Trois est suffisant ».
Par arrêté des représentants du peuple, la commission est renouvelée le 12 germinal (1er avril 1794), l'acte de destitution disant expressément : « attendu qu'il serait dangereux et immoral de laisser subsister un plus long-tems dans les mêmes mains, des pouvoirs d'une si haute importance ». Six juges furent donc nommés au lieu des anciens : « Le maréchal-ferrant renvoyé à ses fonctions, est remplacé par un marchand de vin; les citoyens Guilbert et Volcler ex-prêtres sont rappelés à leurs premières charges républicaines ».

##### Membres
- Jean Clément, président
- Jean-Baptiste Volcler, accusateur public
- René Pannard, juge
- Jean-François Marie, juge
- Michel Faur, juge
- Louis Guilbert, greffier[13], puis Chedeville[14], à partir du 13 pluviôse an II.

Créée en principe pour un mois, la commission poursuit ses travaux pendant trois mois. Le 12 germinal an III, un arrêté du représentant du peuple René François-Primaudière en renouvelle le personnel.

#### Commission Garot-Huchedé
Une nouvelle commission continue l'œuvre de leurs prédécesseurs. Ce nouveau tribunal commença ses séances le 18 germinal. Les représentants leur avaient ordonné d'imiter l'activité de la foudre; de ne pas laisser aux conspirateurs le temps de réfléchir; de ressembler à l'astre qui brûle et dessèche les productions inutiles; enfin de porter aux patriotes la vie, aux traîtres la mort.
L'ancien instituteur Publicola Augustin Garot remplace Volcler le 12 germinal an II comme accusateur public. Il continue à pourvoir largement l'échafaud maintenu en permanence sur la place de la Révolution. Néanmoins, avant de requérir, il cherche à s'informer, à bien peser les charges.
Les jugements sont marqués par un procédé particulier : lorsque les accusés, sommairement, avaient été interrogés, que l'accusateur public avait conclu, le président invitait l'auditoire à parler pour ou contre les accusés.
Les exécutions sont interrompues de nouveau du 9 floréal (28 avril) au 10 prairial (29 mai), sur l'ordre du représentant Joseph François Laignelot, sans doute en exécution de la loi du 27 germinal (16 avril) qui ordonnait le renvoi devant le tribunal révolutionnaire de Paris de tous les prévenus de conspiration qui seraient saisis sur un point quelconque de la République, en même temps que leurs complices. Cette loi emportait la suppression de tous les tribunaux révolutionnaires existant dans les départements. La loi du 9 prairial an III (28 mai 1795) prévoit le jugement des prisonniers de guerre ayant quitté sans autorisation le lieu de résidence ou de détention qui leur avait été fixé par le gouvernement par une commission militaire de cinq membres. L'essentiel de cette disposition a été maintenue par le décret impérial du 17 frimaire an XIV (8 décembre 1805).
La Commission révolutionnaire reprit ses séances le 11 prairial. Une nouvelle loi du 19 floréal (8 mai), avait autorisé le Comité de Salut public à maintenir ces tribunaux en fonctions là où il le jugerait utile. C'est ainsi que furent rétablis, après une suspension plus ou moins longue, ceux d'Arras, de Bordeaux, de Nîmes, de Noirmoutier et enfin de Laval. Ce dernier devait continuer à siéger jusqu'au 18 vendémiaire an III (9 octobre 1794).
Après le coup d'État du 18 fructidor an V, la loi du 19 fructidor (5 septembre 1797) étend les mesures du 9 octobre 1792 et du 28 mars 1793 à l'ensemble des émigrés arrêtés sur le territoire de la République, la commission devant désormais être composée de sept membres nommés par le général commandant la division du secteur de leur capture.

##### Membres
- François Huchedé, greffier du tribunal criminel, président
- Augustin Garot, accusateur public
- Pierre Boisard, fabricant d’étoffes, remplace Marie Collinière, comme juge
- Lecler, capitaine de canonniers, remplace Pannard comme juge
- Germerie, marchand de vin, remplace Faur comme juge
- Bureau remplace Chédeville, comme greffier.

#### Les villes
C'est à Laval que la commission siégea le plus longtemps et que ses exécutions furent le plus nombreuses.

##### Les débuts à Mayenne et Ernée
Elle tient sa première séance à Mayenne le 20 décembre 1793. Elle condamne à mort Mueller et trois autres déserteurs allemands qui avaient combattu avec les rebelles. Ces premières condamnations et celles qui les suivirent jusqu'au 16 nivôse sont exécutées militairement, par la fusillade. La Commission ne siége que trois jours à Mayenne; elle y prononce 39 condamnations à mort et 4 acquittements.
Pour deux accusés, l'élargissement est précédé d'un véritable supplice dont la Commission Volcler-Clément semble avoir eu le privilège : Cireaux, acquitté le 4 nivôse, et Pelletier, le 5, durent assister à l'exécution de leurs coaccusés.
La commission se déplace ensuite à Ernée. Il n'y a qu'un jugement, le 7 nivôse avec 4 condamnations capitales. Trois enfants de 13 et 14 ans sont épargnés. Ils sont destinés à aller dans une maison d'arrêt jusqu'à la paix pour recevoir une éducation patriote qui effaçât le vice de leur naissance. Cette décision devançait la lettre, adressée à la Commission par le représentant Garnier de Saintes.

##### Laval
La commission n'arrive à Laval que le 5 janvier 1794. Jusqu'au 12 de ce mois, elle faisait fusiller les individus qu'elle condamnait ; elle ne commença à employer la guillotine que le 13 ; et depuis ce fut le seul mode d'exécution de ses jugements. Dans ses voyages, elle était accompagnée d'une charrette portant la guillotine.
Du 16 nivôse au 10 ventôse, elle rend 32 jugements; 223 accusés sont condamnés à mort, 3 aux fers, 91 à la détention ; 204 sont acquittés.
Le 1er pluviôse, par circulaire, Volcler incite au zèle des autorités révolutionnaires de la Mayenne, les menaçant d'incarcération, en cas d'inaction, et leur annonçant la promenade de la guillotine. Cette circulaire, envoyée par le district de Mayenne, à la Convention, est lue à la séance du 17 pluviôse an II. Elle apporta dans l'Assemblée un mouvement d'horreur et d'indignation.
Les 24, 25 et 26 nivôse sont les jours de l'immolation des femmes : trente-huit, en trois jugements. Le 29, onze accusés, n'ayant pas répondu convenablement à la Commission, seront huit jours dans un cachot, les fers aux pieds et aux mains, après quoi ils reparaîtront devant la commission. Le 2 pluviôse (21 janvier 1794), anniversaire de la mort du roi Louis XIV, quatorze prêtres sont ensemble envoyés à l'échafaud. Le lendemain, 3 pluviôse, Mme veuve Hay et ses quatre filles, deux autres femmes et Angélique des Mesliers sont condamnées à la mort.
Ce sont ensuite des personnalités politiques qui sont condamnées : Joseph François Dupont-Grandjardin, René Enjubault de la Roche, le prince de Talmont.
Le 14 pluviose, la Commission acquitte le jeune Godé, en utilisant l'instruction de Garnier de Saintes et sur la demande de Michel Faur. Le 4 ventôse, un jugement met à la charge des accusés les faits les plus gravess. Le même jour, deux accusés, qui ont refusé de répondre, sont condamnés à 2 mois et 1 mois de cachot. Le 5 ventôse, un jugement met en liberté cinq femmes, cinq sœurs, citoyennes indûment arrêtées, lesquelles.

##### Lassay, Ernée, Mayenne
La commission se rend à Lassay-les-Châteaux le 4 mars 1794. Du 14 au 17 ventôse, la Commission siége à Lassay et dans le temple de la Raison. Elle se trouve complétée par Brutus-Marie, qui opine, seul, à la mort, contre l'accusé Garnier, lequel, nonobstant, est acquitté. Il y 6 condamnations capitales et 22 acquittements. Des accusés acquittés doivent assister, sur l'échafaud, au supplice de leurs coaccusés : quatre, le 15, à l'exécution de Françoise Gandriau, brigande ; deux, le 16, à celle de Boulard et Jean-Jacques Bigot. Le 17 ventôse, deux curés sont renvoyés, sous la condition, l'un, de se marier dans le plus bref délai; l'autre, de remettre ses lettres de prêtrise.
La commission se rend pour la seconde fois à Ernée, le 20 mars 1794. Il y a, dans le temple de la Raison, du 22 au 30 ventôse, dix séances, et 34 condamnations à mort, 4 à la détention, plus 39 acquittements. Là aussi, sept des acquittés doivent aussi assister, sur l'échafaud, à l'exécution de huit de leurs coaccusés. Deux des condamnées Jeanne Véron, et Françoise Tréhet seront béatifiées.
Enfin, à Mayenne, de nouveau visité et dans le temple de la Raison, du 4 au 9 germinal, cinq séances : 14 condamnations à mort, 3 à la réclusion, 2 à la détention, 7 acquittements. La commission Clément-Volcler rentre ensuite à Laval, et est complètement renouvelée.
La Commission Huchedé-Garot, du 18 germinal au 22 messidor, à Laval, va tenir cinquante-deux séances et prononce 101 condamnations à mort, 44 à la détention, et 273 acquittements.

##### Craon
La commission est à Craon, le 21 juillet 1794. Elle siège dix jours, du 25 messidor au 6 thermidor en prononçant, 19 condamnations capitales, 3 à la détention, et 30 acquittements. A deux reprises, la Commission Ordonna que des enfants de 9 à 13 ans seraient remis à des citoyens qui les réclamaient; qui en auraient soin comme de leurs propres enfants; leur apprendraient un métier de leur goût; leur apprendraient à aimer la patrie..
La commission est à Château-Gontier le 9 août 1794.

##### Château-Gontier
La correspondance de l'accusateur public des commissions révolutionnaires de Laval avec le Comité de Château-Gontier illustre cette période.
Le 9 thermidor an II, la Commission s'installe à Château-Gontier et, en quelques jours, envoie 18 personnes à la guillotine, sans compter les trois cents brigands que le comité local reconnaissait avoir expédiés en deux mois aux commissions de Laval et d'Angers. La Commission Huchedé et de l'accusateur Publicola Garot opère du 9 au 24 thermidor.
L'influence du 9 thermidor se fait sentir : le 24, l'accusateur public Garrot cessait de signer Publicola, et le tribunal acquitte tous les accusés au nombre de dix, en déclarant que l'affaire, qui remontait aux soulèvements, suite de la levée des 300 000 hommes, avait vieilli avant d'avoir été dénoncée, indice a de haine et d'animosité,etc.

##### Laval
De retour et fixée à Laval, la Commission, du 29 thermidor an II au 22 brumaire an II, terme de son existence, y tient 64 séances. Il y a, seulement, en ces trois derniers mois, 15 condamnations à mort, 1 à la déportation à vie, 45 à la détention, plus 152 acquittements.
Le 6 fructidor, Testar-Caillerie, ci-devant noble, est acquitté, par les motifs les plus honorables. Le 22 fructidor, une procédure, concernant deux accusés, est déclarée irrégulière, et renvoyée au comité local chargée d'entendre les témoins, conformément à la loi du 16 septembre 1791. Le 18 fructidor, une jeune fille de 20 ans, qui avait passé la Loire avec les brigands est simplement retenue en prison.

### Fonctionnement
La commission continue jusqu'après la mort de Robespierre. Au tribunal révolutionnaire de Paris, qui servait de modèle à ceux des départements, on signifiait la veille du jugement un acte d'accusation banal; à Laval, rien de semblable : on arrivait à l'improviste devant la commission. Il n'y avait ni audition de témoins, ni production de pièces de procédure, ni plaidoiries; tout se bornait à un interrogatoire pendant lequel on ne laissait pas toujours aux inculpés le temps de s'expliquer.
Président, juges, accusateur public, greffier même, parlaient indistinctement, et coupaient la parole aux infortunés qui voulaient alléguer quelque chose en leur faveur. On invitait par fois l'auditoire à parler pour ou contre les accusés; mais, comme on peut bien le penser, personne ne répondait à cet appel; c'étoit là cependant le seul simulacre de possibilité d'être défendus qu'on accordât aux accusés. Les juges délibéroienf un instant, puis ils rindoient leur sentence. Ils prononçaient quelques acquittements comme aussi quelques condamnations à l'emprisonnement, contre des individus prévenus d'avoir tenu des propos contre-révolutionnaires; mais ces cas étaient rares : l'exécution immédiate était prescrite par ces paroles : La commission ordonne que les condamnés seront livrés sur le champ au vengeur du peuple. Cette disposition était exactement suivie : les patients, sortis de la salle d'audience, n'avaient à attendre que le temps nécessaire à quelques préparatifs indispensables, avant d'être conduits à l'échafaud toujours dressé d'avance, et qu'on ne prenait la peine de démonter que quand la commission partoit pour une de ses excursions. Les jugements étaient exactement rédigés, et longuement motivés.
La Commission militaire révolutionnaire du département de la Mayenne voudrait bien que le Comité révolutionnaire de Laval effectue l'instruction judiciaire.

## Fin
La commission se termine le 18 vendémiaire an III et rend son dernier jugement contre une femme âgée de cinquante-trois ans, dernière victime qu'elle envoie à l'échafaud. Jean-François Boursault-Malherbe supprime la commission militaire, et l'arrêté est du 25 brumaire.
Le représentant Jean-François Boursault-Malherbe est chargé de différentes missions politiques dans l'ouest et notamment dans la Mayenne, où il tient une conduite relativement modérée. Il fait arrêter un certain nombre de "terroristes" à Laval, supprime la Commission militaire révolutionnaire du département de la Mayenne et réorganise le tribunal criminel, qui reprend ses fonctions le 16 octobre 1794. Il est un de ceux qui contribuèrent le plus à la mise en accusation de François Joachim Esnue-Lavallée et de ses complices.
Le 10 novembre 1794, Boursault était à Lassay-les-Châteaux, il rassembla le club des jacobins dans l'église, qu'il avait pris soin de faire garder par une compagnie de gendarmes. Après une allocution contre le régime de la Terreur et ses agents, il commande aux gendarmes de se saisir de Marat-Rigaudière, de Potier-la-France, de Volcler et de Pierre Laporte. Ces deux derniers parvinrent s'évader, et Boursault repartit le lendemain, conduisant les deux autres en prison à Laval.
Jean-François Boursault-Malherbe, éclairé sur les crimes commis au nom de la République par les Jacobins de Laval est résolu de faire arrêter les plus coupables d'entre eux. Son rôle de pacificateur obtint les meilleurs résultats dans le département, et, dans les derniers jours de décembre 1794, il pouvait écrire à l'Assemblée que les campagnes étaient dans le plus grand calme et ne demandaient que la paix. À la Gravelle, au Bourgneuf, à Ernée, il avait trouvé la plus entière sécurité partout les populations manifestaient des dispositions bienveillantes.
On perquisitionna dans les papiers des jacobins, dans ceux du tribunal et du comité révolutionnaires, au département, à la municipalité, etc. et François Midy fut chargé d'instruire contre eux.

### Victimes
Arrêté du 2 pluviose an II : « * JUGEMENT du deux pluviôse l'an second de la République française une et indivisible.
- Au nom de la République, la commission révolutionnaire, établie dans le département de la Mayenne, par les représentants du peuple, a rendu le jugement suivant :
- Vu l'interrogatoire de René-Louis Ambroise, prêtre, né et domicilié commune de Laval; de Joseph Pelle, aussi prêtre, né et domicilié de la même commune ; à Augustin-Emmanuel Philippot, prêtre, né à Paris, et ci-devant curé de la commune de la Bazouge-des-Alleux; de Jean-Baptiste Triquerie, ci-devant cordelier, de la commune de Laval; de Jean Turpin du Cormier, né et ci-devant curé de la même commune; de François Migoret, né à Lassay, ci-devant curé de la paroisse de Rennes, district dudit Lassay ; de Julien-François Morin, prêtre, né à Saint-Fraimbault-de-Prières, ci-devant demeurant à St-Vénérand de Laval ; de François Duchesne, prêtre, né dans la commune de Laval, ci-devant chapelain à Saint-Michel, même commune ; de André Duliou, né à Saint-Laurent-des-Mortiers, ci-devant curé do Saint-Fort, district de Château-Gontier ; de Jacques André, né à Saint-Pierre-Ia-Cour, district de Sillé, ci-devant curé de Rouessé-Vassé; de Louis Gastineau, prêtre, né à Loiron, district de Laval, demeurant ci-devant au Port-Brillet ; de Jean-Marie Gallot, prêtre chapelain, né et domicilié de la commune de Laval ; de Julien Moulé prêtre, né au Mans, ci-devant curé de la commune de Saulges ; et de Pierre Thomas, né au Mesnil-Rainfray, ci-devant aumônier de l'hôpital de Chàleau-Gontier.
- Par lequel il est prouvé que, requis par la loi de prêter le serment exigé des fonctionnaires publics, prêtres, par l'assemblée constituante, et celui de liberté et d'égalité exigé de tous les républicains français, par la Convention nationale, et que requis encore une fois de le prêter devant le tribunal, ils s'y sont constamment refusés. Sur ce, considérant que ces individus, par le refus opiniâtre de se conformer aux lois de la république, de les reconnaître et de les observer, sont coupables de conspiration secrète contre la souveraineté du peuple français, conspiration d'autant plus dangereuse que, présentée sous les couleurs séduisantes de l'hypocrisie et du fanatisme, elle pourrait induire en erreur un peuple crédule, toujours facile à séduire dans ses opinions religieuses ; enfin que les principes que ces hommes professaient ouvertement étaient les mômes qui ayaient allumé dans l'intérieur de la république la guerre désastreuse de la Vendée ;
- La commission révolutionnaire provisoire, entendu le citoyen Volcler, accusateur public, en ses conclusions, condamne à mort, lesdits Ambroise, Pelle, Philippot, Triquerie, Turpin du Cormier, Migorel, Morin, Duchzsne, Duliou, André, Gastineau, Gallot, Moulé et Thomas, et ordonne que le présent jugement sera exécuté sur le champ, et qu'en couformité de la loi, leurs biens, meubles et immeubles sont et demeurent acquis et confisqués au profil de la république.
- La même commission révolutionnaire, vu l'interrogatoire de René Sorin, né à Saint-Paul-Monpinson, district de Challans, département de la Vendée; celui de François Drapeau, laboureur, de la commune de Beau-Repaire, district de Chollet; de Charles Auvinel, laboureur, de la commune de Saint-Pierre de Chollet; de Joseph Verdeau, menuisier, de la commune de Sainte-Cécile, district de la Roche-sur-Yon; de René Cadi, domestique, de la commune de Rochefort-sur-Loire, district d'Angers ; enfin de François Chéfière, de la commune de Ménil district de Chàteau-Gontier ;
- Par lequel il est prouvé que les cinq premiers ont fait partie des brigands de la Vendée, et ont participé aux meurtres et pillages commis par eux dans les lieux qu'ils ont désolés, et que les soupçons qu'on avait formés sur le compte de ce dernier étaient mal fondés ;
- Entendu l'accusateur public en ses conclusions, et en exécution de la loi du dix-neuf mars mil sept cent quatre-vingttreize ;
- Condamne à mort lesdits Sorin, Drapeau, Auvinet, Verdeau et Cadi ;
- Déclare en outre, en conformité de la même loi, leurs biens, meubles et immeubles acquis et confisqués au profit de la république, et acquitte et met en liberté ledit Chéhère, sous la surveillance exacte de la municipalité et du comité révolutionnaire de sa commune.
- Et seront les présens jugemens imprimés, publiés et affichés partout où besoin sera.
- Fait et prononcé à l'audience publique de la commission révolutionnaire provisoire où étaient présens les citoyens Jean Clément, président; Faur, Pannard et Marie, juges, qui ont signé avec le secrétaire greffier.
- À Laval, le deux pluviôse l'an second de la république française une et indivisible, et le premier de la mort du tyran.
- Volcler, accusateur; Franklin-Guilbert, secrétaire greffier; Pannard, juge; Clément ; Faur, juge ; Marie, juge. ».

#### Les débuts
Le 3 nivôse an II (23 décembre 1794), la commission juge quatre soldats de la Légion germanique qui avaient pris parti dans l'armée royale et qui, dit la sentence, n'entendaient presque pas la langue française. Ils sont mis, par ordre de la commission, entre les mains de la troupe qui était alors à Mayenne, pour être exécutés militairement et sans délai.
Le 15 nivôse an II, la commission reçoit la lettre de Garnier de Saintes, représentant du peuple la lettre suivante qui sauve quelques victimes :
| « Alençon, le 15 nivôse an II de la république. Garnier de Saintes, représentant du peuple, à la commission révolutionnaire séant à Laval. Parmi les brigands que vous avez tous les jours à juger, il s'en trouve qui par leur jeunesse, méritent de fixer la clémence de la convention nationale : ce sont les filles au-dessous de dix-huit ans, et les garçons au-dessous de seize. Ces individus peuvent encore un jour être rendus à la société, et, jusqu'à ce que la convention nationale ait statué sur leur sort, il suffit de les tenir en état d'arrestation. Quant à ceux qui n'ont pas plus de douze ou quatorze ans, comme ils sont susceptibles de toutes les impressions du Bien, je ne vois aucun inconvénient de les placer entre les mains de bons patriotes, en prenant leurs noms qui seront inscrits dans leurs municipalités, ainsi que ceux des enfans dont ils se chargeront. Salut et Fraternité. » |

Jusqu'au 21 janvier 1794, la commission révolutionnaire n'avait encore jugé que des Vendéens, ou des Chouans. Les séances se faisaient dans l'ancien palais de justice, situé sur la place au Blé, aujourd'hui nommée place du Palais. L'échafaud était établi en permanence sur la place au Blé.

#### 14 martyrs de Laval
Le 21 janvier 1794, plusieurs prêtres sont conduits ou portés devant la Commission. Il s'agit de quatorze prêtres, vieillards, que la déportation avait épargnés et qui étaient restés au Monastère de Patience de Laval, sans essayer même de profiter de la présence des Vendéens. Plusieurs ne sont pas en état de s'y rendre à pied. Ils sont guillotinés à Laval le 21 janvier 1794. Ils seront béatifiés par le Pape Pie XII le 14 juin 1955.
Le même jour, la commission fait paraître devant elle cinq Vendéens, et un homme des environs de Château-Gontier. Ils étaient arrives à Laval la veille seulement, comme on le voit par le registre d'écrous de la prison. Les Vendéens sont condamnés à mort ; leur coaccusé est acquitté.

#### Angélique des Mesliers
Le 22 janvier 1794, Angélique des Mesliers, malgré la protection de François Séverin Marceau, est exécutée en compagnie de 8 autres personnes.

#### Ex-député, Talmont
Le 6 pluviose (24 janvier), Joseph François Dupont-Grandjardin, ex-député à l'assemblée législative est exécuté. On cherche aussi à faire exécuter René Enjubault de la Roche.
François Joachim Esnue-Lavallée, craignant qu'Enjubault comme le prince de Talmont ne soit atteint du typhus, ordonne son transfert à Laval le 6 pluviôse an II dans la soirée.
| Lettre adressée par Esnue-Lavallée au Comité révolutionnaire de Laval du 6 pluviôse an II, de Rennes... Esnue-Lavallée, représentant du peuple dans les départements de l'Ouest et du Centre, Aux citoyens composant le Comité révolutionnaire de Laval, « Citoyens, « Je viens d'envoyer à la Commission militaire l'ex-prince de Talmont; j'envoie également à Laval à la Commission militaire Enjubault-la-Roche afin qu'il soit jugé. Je vous engage à donner à cette dernière Commission toutes les instructions et les renseignements nécessaires relatifs à Enjubault. Vous voudrez bien, sitôt l'exécution de Talmont, faire attacher sa tête au bout d'une pique et la faire placer de suite sur la principale porte du ci-devant château de Laval pour épouvanter les royalistes et fédéralistes dont vous êtes environnés. Voudrez-vous bien aussi faire les mêmes honneurs à la tête d'Enjubault-Ia-Roche, si ce fameux fédéraliste est condamné à la peine de mort? « Du courage, de l'activité, de l'énergie, les aristocrates trembleront et ça ira. Vive la République ! « Salut et fraternité. « Votre concitoyen, ESNUE-LAVALLÉE. « P.-S. — Accélérez par vos sollicitudes le jugement d'Enjubault, afin que, s'il subit la peine de mort, il soit exécuté en même temps que Talmont; l'agent et le seigneur feront le pendant. Talmont sera sûrement jugé demain et conduit à Laval pour y être supplicié, ainsi faites en sorte et pressez la Commission militaire de faire prompte diligence afin qu'à l'arrivée de Talmont, Enjubault soit prêt à recevoir les mêmes honneurs. « ESNUE-LAVALLÉE ». |

Condamné à mort, Enjubault est exécuté. Sa tête est mise sur une pique et exposée, ainsi que celle du prince de Talmont au-dessus de la porte de la grille du château de Laval.

#### Autres victimes
Françoise Mezière est condamnée à mort le 5 février 1794 (17 pluviôse an II) en même temps que quatre autres personnes.
Une autre victime de la commission révolutionnaire est Thomas-Dominique Duhé. Il est traduit devant la commission, le 25 février 1794, 7 ventôse an II, avec trois femmes. Ils sont condamnés à mort et exécutés sur le champ.
Le 25 juin 1794, Marie Lhuillier dite sœur Monique, et Renée Gilberge, sont traduits devant la commission révolutionnaire et exécutés. Le 27 juin 1794, André-Charles d'Orgeuil et 3 prisonniers subissent le même sort.

#### Quelques jugements
| « Vu... les interrogations subis devant nous ce jourd'hui par Julien Jousselin, âgé de 17 ans, natif du Pertre, domicilié au Bignon, commune de Brielle ; Vu pareillement les actes d'accusation dirigés contre le nommé Auguste Léonor Auvray, ci-devant noble et ex-curé de la commune de la Bazouge-de-Chemeré, district de Laval, prévenu d'avoir tenu des propos contrerévolutionnaires, tendants à provoquer au rétablissement de la royauté, à favoriser les progrèts des brigands de Lavandée, et d'avoir, dans ses discours fanatiques, retardé la marche de l'esprit public; La commission militaire déclare 1. Ledit Julien Jousselin convaincu de s'être ligué à la bande exécrable qu'on appelle chouans et d'avoir participé à leurs crimes ; 2. Elle déclare pareillement Auguste Léonor Auvray convaincu d'avoir tenu des propos contre-révolutionnaires ; d'avoir cherché à étouffer la haine et la vengeance dans le cœur des républicains contre les brigands de la Vendée ; d'avoir profité de la qualité de prêtre pour propager des principes tendant à replonger dans le sommeil de l'esclavage les habitans de sa commune ; d'avoir manifesté des regrets sur l'abolition de la caste nobiliaire; d'avoir provoqué au rétablissement de la royauté, en peignant comme l'effet de la vengeance divine l'envahissement de notre territoire par les brigands et leurs triomphes momentanés sur les armes de la république ; et enfin d'avoir énoncé formellement son vœu pour le retour de l'ancien régime, et par conséquent voté la mort de l'idole de tous les hommes libres. « Considérant que celui-là est le plus scélérat des hommes qui, méconnaissant la voix de sa patrie, se révolte contre elle et s'arme d'un fer parricide pour lui porter des atteintes cruelles; que le fanatisme, aux regards sombres et aux desseins pieusement méchans et perfides, a fait couler, depuis l'époque de la fameuse insurrection des Français contre les rois et les prêtres, le sang des plus ardens républicains Ordonne que Julien Jousselin, AugusteLéonor Auvray, seront livrés au vengeur du peuple, pour être mis à mort dans les vingt-quatre heures... » |

Le 22 germinal an II, le tribunal considère  que les brigands qui désolent le département de la Mayenne sont les enjans naturels de la révolte qui a éclaté dans les contrées d'outre-Loire, qu'ils ont le même but et que leurs bras sont armés pour la même cause et les mêmes crimes, qu'ils veulent, comme eux, rassembler les débris du trône et de l'autel, pour y asseoir les rejetons d'une race impie et détestable.

#### Lafamille Chouan
Les deux sœurs de Jean Chouan, Perrine et Renée Cottereau, sont arrêtées, conduites à Laval où elles sont jugées et guillotinées le 20 avril 1794. Convaincues, porte la sentence de la Commission, d'avoir servi d'espions à leurs frères, chefs des rassemblements de Brigands, de les avoir alimentés, et enfin d'avoir endossé la cuirasse et participé à leurs massacres. Voici leur sentence : Condamnées à mort comme sœurs des Cottereau, dit Chouans, chefs de brigands, convaincues de leur avoir servi d'espions, de les avoir alimentés et approvisionnés, enfin d'avoir endossé la cuirasse et participé à leurs massacres. Quelques jours après, le frère de Jean Chouan, Pierre Cottereau est arrêté, jugé et guillotiné.

### Le procès et l'amnistie

#### Le procès de la Terreur
Dès le 11 frimaire, Midy informait Boursault du résultat de ses premières investigations (1er décembre 1794).
Après avoir réuni toutes ces pièces, Midy procéda aux interrogatoires des détenus. En même temps qu'il instruisait à Laval contre les inculpés, Midy s'inquiétait de savoir si ceux-ci n'avaient pas été en rapport avec les Jacobins de Paris et notamment avec Robespierre.
Il avait eu l'occasion, pendant la Terreur, de rendre des services à plusieurs membres de la famille du médecin René-François Plaichard Choltière, député à la Convention, qui lui en avait conservé une vive reconnaissance. Aussi avait-il accepté volontiers de faire les commissions de son ami, de le tenir au courant des événements et de lui donner à l'occasion des conseils des avis,. Midy s'empresse de suivre le conseil donné par Plaichard-Choltière qui s'occupe d'activer les recherches et lui en annonce le résultat négatif dans une nouvelle lettre du 17 nivôse.
Tandis que s'échangeait cette correspondance, Midy n'avait pas perdu son temps. Aussitôt les interrogatoires des prévenus terminés, il avait commencé à les nombreux témoins, plus de deux cent trente, qui lui avaient été désignés et qui vinrent déposer des faits dont ils avaient eu connaissance. De ces dépositions résultèrent les preuves de faits que Midy fut amené à étendre son instruction et à y comprendre de nouveaux inculpés. Cette nouvelle instruction semblait devoir devenir aussi volumineuse que la première,. Midy, en adressant cette lettre au Comité de sûreté générale, avait, comme toujours, prié Plaichard-Choltière d'appuyer sa demande auprès de ses collègues Tenant compte de cet avis, Midy se tourne vers le Comité de législation, puisque c'est celui-ci qui peut donner une solution conforme à ses désirs. Fort de l'opinion de ses collègues au tribunal criminel, certain de l'appui de la municipalité qui craint que le jugement des accusés ne soit un sujet de trouble dans la ville, sentiment partagé par tous les fonctionnaires et les gens modérés, il entreprit de faire signer une pétition demandant le renvoi des accusés devant un tribunal étranger.
Sans attendre une solution qui pouvait tarder quelque peu, il attaqua l'instruction de la seconde affaire concernant les individus dont il avait déjà ordonné l'arrestation ou qu'il se proposait de faire incarcérer.
Midy est très occupé : Pour la première affaire, les pièces ont été envoyées au Comité de sûreté générale qui n'a pas encore répondu. Pour la seconde, il a déjà entendu quatre-vingt-quatre témoins et travaille tous les jours jusqu'à deux heures du matin. Il est épuisé et demande au Conventionnel de lui nommer un substitut pour le seconder à l'audience et dans les affaires ordinaires.
Justement à quelques jours de là, par suite de ce surmenage, Midy est attaqué de la goutte. La crise se prolonge, et, le 21 ventôse, n'ayant pas reçu de réponse de Baudran, il s'adresse au Comité de législation de la Convention pour réclamer un substitut, invoquant sa santé et les intérêts des prévenus. Midy ne semble pas avoir réussi dans sa demande.
Les dossiers sont prêts et remis au tribunal criminel le 2 floréal (21 avril). Garnier-Duféray, juge et président du jury d'accusation, procède à de nouveaux interrogatoires des détenus Puis il se décide à entreprendre un supplément d'information et entend, du 12 au 20 floréal, cent dix-sept nouveaux témoins et le jury renvoie les détenus devant le tribunal criminel.Toutefois pour éviter l'agitation fomentée par les amis des inculpés, la municipalité de Laval vraisemblablement obtint des représentants du peuple en mission dans l'Ouest un arrêté ordonnant le transfèrement des prisonniers à Alençon, en attendant que le Comité de législation ait statué sur la demande qui lui était soumise relative à la désignation d'un tribunal autre que celui de la Mayenne pour juger les accusés. C'est seulement le 30 prairial (18 juin) qu'intervint une loi (no 6.478) donnant satisfaction aux habitants de Laval.
« Le tribunal criminel du département de l'Orne jugera les prévenus de crimes, d'assassinats, de vols, de concussion, de dilapidations de deniers publics et généralement de crimes et délits commis ou exercés pour abus ou usurpation de pouvoirs dans le département de la Mayenne, notamment dans la commune de Laval, ensemble les complices des dits prévenus transférés des prisons de Laval en celles d'Alençon par ordre des représentants du peuple Guezno et Guermeur, etc. » Les inculpés avaient été en effet transférés à Alençon dès le mois de floréal C'est donc à l'accusateur public de l'Orne qu'incombait le soin de poursuivre l'affaire. Son dossier est prêt et remis au tribunal criminel et Garnier-Duféray procède à l'interrogatoire des inculpés.

#### L'amnistie
Mais le vent avait changé et cette instruction ne paraît pas avoir abouti. La réaction thermidorienne avait subi un temps d'arrêt. On avait bien ordonné l'arrestation de quelques Conventionnels les plus compromis, parmi lesquels Esnue-Lavallée. Mais la Convention jugea prudent de s'arrêter. Si on eût continué, un quart au moins de l'assemblée eût été emprisonné. Les dénonciations affluaient. Trop de gens eussent été condamnés dans les départements qui, pour se couvrir, invoquaient les ordres des représentants du peuple en mission. On décida donc, tout en paraissant vouloir poursuivre les coupables, d'arrêter les instructions dirigées contre eux, en attendant qu'une amnistie générale vînt les rendre à la liberté.
Les détenus d'Alençon, informés par leurs amis de cet état d'esprit de la Convention, lui adressèrent une pétition pour demander la suspension des poursuites dirigées contre eux. Une loi (no 6.703) du 17 thermidor (4 août) fit droit à leur demande. Les détenus restèrent provisoirement en prison, jusqu'au moment où l'amnistie du 4 brumaire an IV (26 octobre 1795), vint les rendre à la liberté et annuler toutes les procédures dirigées contre eux.

## Sources partielles
- Charles Berriat-Saint-Prix, La justice révolutionnaire, août 1792 : Prairial an III, d'après des documents originaux, t. I, Michel Lévy frères, éditeurs, 1870. texte en ligne sur google livres
- Théodore Perrin, Les Martyrs du Maine, 1830.
- Isidore Boullier, Mémoires ecclésiastiques concernant la ville de Laval et ses environs, 2e édition, 1848, in-8.
- Étienne-Louis Couanier de Launay, Histoire de Laval (818-1855), Imp. Godbert, 1856, 608 p. [détail des éditions] (lire en ligne)
- La justice révolutionnaire Août 1792 - Prairial an III d'après des..., Volume 1, 1870, p. 186.
- Emile Queruau-Lamerie, Bulletin de la Commission historique de la Mayenne, 1907.
- Christine Peyrard, Les Jacobins de l'Ouest